# Пропозиції проєктів лінійних кораблів для Нідерландів (1913)

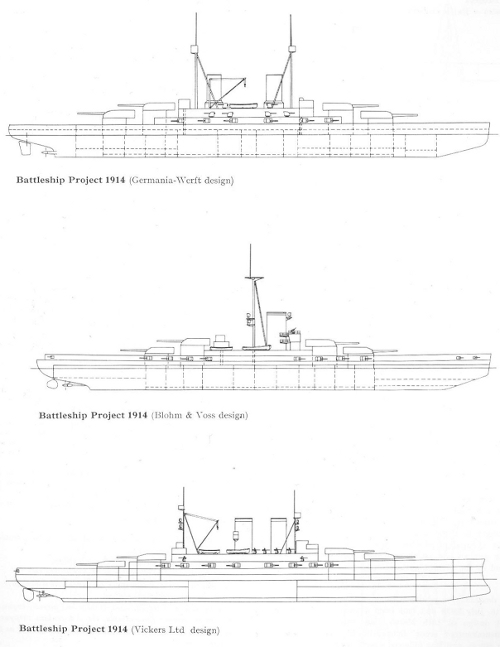
Креслення трьох з конкуруючих проєктів лінійний кораблів для Нідерландів

Пропозиція Нідерландів щодо побудови нових лінійних кораблів початково виникла у 1912, після років побоювань щодо зростання Імперського флоту Японії та віиведення союзною Британією основних кораблів з Китайської станції. Було заплановано будівництво лише чотирьох броненосців берегової оборони, проте військово-морські експерти та депутати нижньої палати парламенту (Tweede Kamer) вірили, що придбання дредноутів забезпечить надійніший захист Nederlands-Indië (Нідерландська Ост-Індія, абревіатура NEI). Тож для розгляду цього питання у червні 1912 року була сформована Королівська коміссія.
Королівська комісія відзвітувала про результати роботи у серпні 1913 року. Вона рекомендувала, щоб Koninklijke Marine придбали дев'ять кораблів дредноутного типу для захисту NEI та для гарантування нейтралітету Нідерландів у Європі. П'ять з них мали базуватися у колонії, а чотири — у метрополії. Сім іноземних компаній надали власні проєкти для укладання контракту на будівництво. Військово-морські історики вважають, що наймовірніше б було обрано 27 280 тонний корабель, чий проєкт було надано німецькою фірмою Friedrich Krupp Germaniawerft.
Пропозиції Королівської комісії призвели до дебатів між керівництвом ВМС та Королівської нідерландської армії (Koninklijke Landmacht) щодо кращих способів оборони NEI. Питання щодо розподілу коштів кораблів між колонією та метрополією також не було вирішене до липня 1914. Після оцінки всіх рекомендацій, уряд Нідерландів вирішив придбати чотири лінійних кораблі та направив законопроєкт про виділення відповідних коштів до парламенту у серпні 1914 року. Втім, законопроєкт було відкликано через початок Першої світової війни. Нова Королівська комісія, яка дослідила питання оборони після війни не рекомендувала придбання лінійних кораблів, тож Нідерланди так їх і не замовили.